# Sofie Donges
Sofie Johanna Donges (* 1981 in Berlin) ist eine deutsche Journalistin. Sie arbeitet als Hörfunkkorrespondentin für den NDR im ARD-Studio Stockholm.
Sofie Donges wurde 1981 in Berlin geboren und studierte Skandinavistik, Politologie sowie Politik und Organisation. Seit 2000 war sie als freie Autorin und Redakteurin tatig und arbeitete u. a. für den Deutschlandfunk, HR3 und für YouFM, das Jugendprogramm des HR. Im September 2001 berichtete Donges aus New York über die Terroranschläge vielfach live. 2007 trat sie ein Volontariat beim NDR an und gehörte ab 2008 zum Reporterpool von NDR Info, einer investigativen Rechercheredaktion. 2010 wurde sie Redakteurin bei N-JOY und später stellvertretende Programmleiterin des Jugendsenders.
Sofie Donges ist mit dem NDR-Journalisten Christian Blenker verheiratet. Zum 1. Dezember 2020 wurde Christian Blenker ARD-Fernsehkorrespondent und Studioleiter in Stockholm. Donges kam als Hörfunkkorrespondentin zum 1. April 2021 ebenfalls nach Stockholm.

## Ehrungen
2002 wurde Donges mit dem 3. Hörfunkpreis des Axel-Springer-Preises für junge Journalisten ausgezeichnet. Bewertet wurde ihre Live-Berichterstattung während und nach dem 11. September aus New York.
2012 erhielt Donges als N-Joy-Redakteurin in Frankfurt am Main einen Kurt-Magnus-Preis. Mit dem 2. Preis wurde die damalige Nachwuchsjournalistin für ihr Können in vielen „verschiedenen Facetten des Radios“, sie sei aber „auch trimedial einsetzbar und hat entsprechende Beispiele vorgelegt.“ In allen Fällen überzeuge ihr „Einfallsreichtum, genaue Recherche und eine dem Medium Radio gemäße Aufarbeitung.“ „Die Jury sieht in Sofie Donges ein großes Radiotalent,“ hieß es zur Begründung.